# Alliance forcée
Alliance forcée est le 11e épisode de la saison 4 de Stargate Atlantis, soit le 71e de la série. Il a été diffusé pour la première fois sur la chaine américaine Sci Fi Channel le 4 janvier 2008.
Le titre original en anglais est dérivé la phrase « The fair Ophelia! Nymph, in thy orisons / Be all my sins remember'd » (en français « Voici la belle Ophélia... Nymphe, dans tes oraisons souviens‐toi de tous mes péchés ») extraite d'Hamlet, une pièce de William Shakespeare.
C'est le deuxième volet d'une intrique sur de trois épisodes qui a commencé avec l'épisode de la mi-saison Double Collision. L'épisode a reçu des critiques généralement positives.

## Synopsis
Les membres de l'équipage d'Atlantis cherchent un moyen de contrer l'attaque des vaisseaux Asurans qui attaquent les différentes planètes de la galaxie de pégase. Ils cherchent aussi des alliés dans cette lutte qui va les amener contre une gigantesque bataille spatiale autour des planètes mères des réplicateurs.

## Distribution
- Joe Flanigan : Lt. Colonel John Sheppard
- Amanda Tapping : Colonel Samantha Carter
- Rachel Luttrell : Teyla Emmagan
- Jason Momoa : Ronon Dex
- David Hewlett : Dr Rodney McKay
- Michael Beach : Colonel Abe Ellis
- Mitch Pileggi : Colonel Steven Caldwell
- David Nykl : Dr. Radek Zelenka
- Jill Wagner : Larrin
- Christopher Heyerdahl : Todd (voix)
- Brendan Penny : Todd
- Michelle Morgan : F.R.A.N.
- Martin Christopher : Major Marks
- Torri Higginson : Dr Elizabeth Weir
- Niall Matter : Lieutenant Kemp
- Chuck Campbell : Chuck
- Jason Edward Coleman : Jason Coleman
- Patricia Cullen : réplicateur
- Steven Stiller : réplicateur

## Production

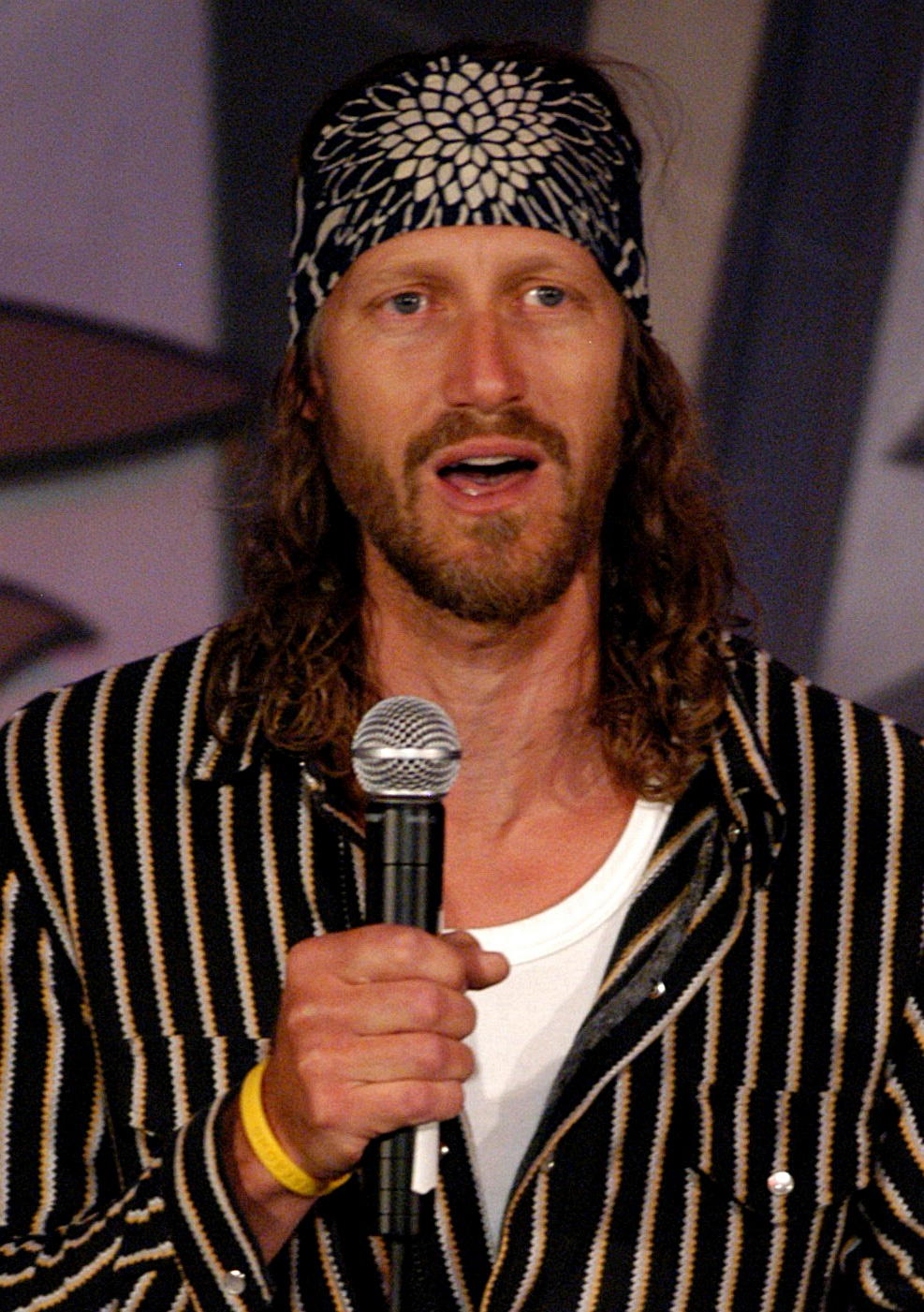
L'acteur Christopher Heyerdahlnon, indisponible pour interpréter son personnage, mais qui a tout de même fournit sa voix.

Martin Gero termine l'écriture du script le 7 mai 2007. Ce dernier incluait au départ une conversation entre le colonel Carter et le colonel Caldwell (interprété par Mitch Pileggi), où il lui parle comme un « égal ». Bien que filmée, la scène a été coupée car l'épisode était plus long que prévu. L'équipe de production a alors estimé que la scène n'était pas assez importante, mais Martin Gero avait remarqué avec surprise que l'acteur Mitch Pileggi avait joué comme si c'était une « scène romantique ».
Christopher Heyerdahl devait faire son retour dans la série en interprétant de nouveau le personnage Wraith nommé « Todd » dans l’épisode suivant. Cependant, comme Heyerdahl était indisponible au moment du tournage de Alliance forcée, c'est l'acteur Brendan Penny qui a joué ce rôle exceptionnellement. Tout a été fait autant que possible pour qu'il ressemble physiquement à Heyerdahl. Plus tard, les producteurs ont néanmoins fait le choix de refaire doubler la voix par celle d'Heyerdahl pour ne pas perdre le public avec cette incohérence.

## Réception
La bataille spatiale a permis à l'équipe des effets visuels d'être nommée dans la catégorie des « Meilleurs effets visuels » pour les 23e Gemini Awards, la récompense a finalement été attribuée à la série télévisée Les Tudors,. Quatre jours après la première diffusion de l'épisode, Stargate Atlantis a remporté le People's Choice Awards de la « Meilleure série de science-fiction », en battant Battlestar Galactica et Doctor Who.
Le site IGN, donne à l'épisode une note de 9,6 sur 10, en approuvant le retour de Larrin et l'introduction de « FRAN ». Le critique du site, Tory Ireland Mell, décrit la bataille contre les réplicateurs comme « légendaire », mais ne pense pas que les effets spéciaux soient meilleurs que dans la série Battlestar Galactica.